# Nephoptera dlabolai
Nephoptera dlabolai är en insektsart som beskrevs av Cejchan 1974. Nephoptera dlabolai ingår i släktet Nephoptera och familjen vårtbitare. Inga underarter finns listade i Catalogue of Life.